# Brit Ha'birionim
Pour les articles homonymes, voir Brit (homonymie).
 (mars 2014).
Si vous disposez d'ouvrages ou d'articles de référence ou si vous connaissez des sites web de qualité traitant du thème abordé ici, merci de compléter l'article en donnant les références utiles à sa vérifiabilité et en les liant à la section « Notes et références ».
Brit Ha'birionim (L'alliance des brigands ou Alliance des voyous) est le nom d'un groupe fasciste sioniste fondé en 1931 par des radicaux du parti sioniste révisionniste.

## Origine du nom
Birionim (brigands, voyous, ceux qui refusent d'obéir à la loi) est le nom péjoratif donné par les rabbins du Talmud aux zélotes juifs, appelés aussi sicaires, qui n'hésitaient pas, pendant la Première Guerre judéo-romaine, à assassiner leurs coreligionnaires considérés comme trop modérés dans la lutte contre les Romains.

## Idéologie
Le maximalisme révisionniste était une idéologie sioniste de type fasciste, issue du sionisme révisionniste, et qui constitua durant l'entre-deux-guerres, la principale tendance idéologique du Brit Ha'birionim . Les révisionnistes maximalistes s'inspiraient du régime fasciste de Benito Mussolini et prônaient la création d'un État d'Israël fondé sur les principes fascistes. Les maximalistes révisionnistes était devenus la principale faction du Brit Ha'birionim en 1930, mais cette tendance a connu un rapide déclin après la décision controversée de Ahimeir de soutenir l'Allemagne nazie en raison de ses positions fascistes et anticommunistes, tout en s'opposant à son antisémitisme politique. 

## Formation
En 1928, trois hommes entrent au Parti révisionniste. Ils viennent de la gauche sioniste, mais se sont retournés contre elle, et affichent maintenant des sympathies fascistes. Ce sont le journaliste Abba Ahiméir, le poète Uri Zvi Greenberg et le médecin et écrivain Yehoshua Yevin.
Ils organisent rapidement une faction radicale et fasciste au sein du parti de Palestine. Les trois hommes rêvent d’une organisation de « chefs et de soldats ».Les troubles entre arabes et juifs de 1929 leur donnent une audience grandissante. Le Parti révisionniste a triplé ses voix par rapport à 1929 aux élections internes à l’Organisation Sioniste Mondiale (environ 21 % des voix). La pente est ascendante, et elle l’est aussi pour les plus radicaux des révisionnistes. Leur groupe contrôle bientôt Hazit HaAm, le journal de la section ouvrière du parti, dans lequel ils développent leurs thèses et lui donnent une orientation ouvertement fasciste. 
Abba Ahiméir fait bientôt figure d’idéologue marquant du parti révisionniste en Palestine (qui n’est qu’une section du parti, et pas la plus importante), et influence fortement le mouvement de jeunesse sioniste d'extrême droite Betar. Officiellement il soutient Vladimir Jabotinsky. Plus discrètement, il le critique, considérant qu’il n’y a plus guère de différence entre lui et la gauche.
En 1931, sa faction s’organise au sein d’un association secrète et indépendante de la direction du parti, « Brit Ha’Birionim ». Elle entend lutter contre trois ennemis :
- la gauche sioniste ;
- les Arabes ;
- le Royaume-Uni, qui n’en fait pas assez contre les Arabes, et commence à fixer certaines limites à l'immigration juive.

## Actions radicales
En secret, les Brit HaBirionim récupèrent des armes et préparent des attentats, qui n’auront finalement pas lieu.[réf. nécessaire]
Vladimir Jabotinsky et le parti Révionniste critiquent leur radicalisme (dont ils ne perçoivent pas l'ampleur), mais refusent de rompre.
En 1932, au cinquième congrès du parti, Abba Ahiméir propose de transformer le parti révisionniste en un parti autoritaire. Jabotinsky déclare : « je considère comme néfaste tout mouvement qui nie le principe d’égalité entre les citoyens […] c’est bien pourquoi je vous considère, Ahiméir, comme un adversaire politique ».

À l’inverse, quelques mois plus tard, lors du conflit interne avec les « modérés » du Parti révisionniste qui s’inquiètent de la volonté affichée par Jabotinsky de quitter l’Organisation Sioniste Mondiale, Vladimir Jabotinsky s’appuie sur son aile droite pour dissoudre la direction du parti, organiser de nouvelles élections internes, et affirmer ses vues.
Au début 1933, Abba Ahiméir déclare dans Hazit Ha’am qu’il y a du bon en Hitler, à savoir la « pulpe anti-marxiste ». Jabotinsky est furieux, mais se refuse de nouveau à rompre.

## L'affaire Arlozoroff
Le 16 juin 1933, Haïm Arlozoroff,membre directeur de l'Agence juive et responsable des relations politiques, est assassiné alors qu'il se promène avec sa femme Sima sur une plage de Tel Aviv. Des trois suspects arrêtés, proches du Parti révisionniste, seul Abraham Stavsky fut condamné en première instance mais finalement acquitté pour manque de preuves par la Cour Suprême.. Le matin même, le journal fasciste Hazit HaAm avait lancé une attaque très violente contre lui « le peuple juif a toujours su juger comme il se doit ceux qui vendent son honneur et sa foi. Cette fois encore, il saura trouver la réponse adéquate à cette saloperie qui se fait au grand jour » (un accord d’émigration passé entre l’Agence juive et le Troisième Reich pour l’émigration des juifs allemands, accord dont Haïm Arlozoroff était le négociateur).
Rapidement l’enquête britannique se dirige vers les Brit Ha'birionim. Abba Ahiméir est jugé. Il est acquitté du meurtre, mais les documents trouvés chez lui le font condamner à 18 mois de prison pour incitation à la révolte contre le régime mandataire. La gauche accuse les Brit Ha'birionim de complot fasciste. Après avoir hésité, Jabotinsky engage le parti révisionniste dans la défense acharnée de Ahiméir.
L’affaire Arlozoroff et le soutien des révisionnistes à leur aile extrémiste auront deux conséquences :
- La disparition des Brit Ha'birionim, qui ne s’en relèveront pas. La tentation fasciste a été contenue au sein du parti.
- La haine tenace de la gauche pour les révisionnistes. Peu aimés (Ben Gourion avait traité Jabotinsky de « Vladimir Hitler » en 1932), ils deviennent maintenant à ses yeux un ramassis d’assassins factieux et de terroristes.

La rupture est totale, la scission approche.
En août 1933, les élections du XVIIIe congrès de l’Organisation Sioniste Mondiale (à Prague) sont dominées par les attaques de la gauche contre le « péril fasciste » révisionniste. Le Parti révisionniste perd 1/3 de ses voix, et n’obtient que 14 % des suffrages. Le Bloc de la gauche, dirigé par le Mapaï, obtient 44 % des voix et s’affirme comme la tendance dominante de l’Organisation Sioniste Mondiale.
Pour en savoir plus, voir le chapitre qui leur est consacré dans l'article sur le Parti révisionniste.

## Sources
- Cet article est partiellement ou en totalité issu de l'article intitulé « Sionisme révisionniste » (voir la liste des auteurs).